# Тонар-5422
Тонар-5422 — седельный тягач, выпускаемый российским машиностроительным заводом «Тонар».

## История
В 2006 году, после посещения техническим директором «Тонара» Юрием Вайнштейном заводов американской фирмы «Freightliner», было принято решение разработать собственный грузовой автомобиль. На испытания ушло четыре года и к 2010 году были представлены машины с колёсной формулой 6 × 4 (Тонар-6428, Тонар-6528). Первый показ этих машин прошел в конце 2008 года, а к началу 2010 для них было получено «одобрение типа». Так же, как и на двухосную версию Тонар-5422, ранее не демонстрировавшуюся. Летом того же года автомобили Тонар-6428 участвовали в автопробеге «Москва—Владивосток», а осенью начался их серийный выпуск. Продажа заказчикам ведется с начала 2011 года.

## Устройство
Автомобиль имеет кабину MAN F2000, которая в настоящее время выпускается по лицензии в Китае фирмой «Shaanxi». На кабине устанавливается пластиковый бампер с прямоугольными фарами китайского производства, который в скором времени планируется заменить на железный аналог.
При выборе силового агрегата первоначально рассматривались моторы фирмы «Cummins», которыми оснащались несколько самых первых машин. Впоследствии из-за проблем с запчастями от него отказались и автомобили стали оснащаться двигателем ЯМЗ-650 (рабочий объём — 11,1 л., экологический стандарт — Евро-3, мощность — 412 л. с., крутящий момент — 1870 Н·м), выпускаемым в Ярославле по договорённости между ЯМЗ и Renault Trucks.
Конструкция подвески базировалась на американских аналогах «Freightliner» с небольшими изменениями рессор.
Коробка передач — 12-ступенчатая, производства фирмы «Shaanxi», ведущие мосты — «Handle Axle», шины — «Linglong», рама — собственного производства «Тонара».

## Технические характеристики
- Колёсная формула — 4 × 2
- Весовые параметры и нагрузки, а/м
  - Снаряжённая масса а/м, кг — 6900
  - Нагрузка на седло, кг — 11100
  - Полная масса, кг — 18000
- Двигатель
  - Модель — ЯМЗ-650.10 (Euro-3)
  - Тип — дизельный с турбонаддувом
  - Мощность, кВт(об/мин) — 303(1900)
  - Максимальный крутящий момент, Н·м (об/мин) — 1870(1200)
  - Расположение и число цилиндров — рядное, 6
  - Рабочий объём, л — 11,12
- Коробка передач
  - Тип — механическая, 12-ступенчатая
- Кабина
  - Тип — расположенная над двигателем
  - Исполнение — с одним спальным местом и кондиционером
- Колёса и шины
  - Тип колёс — дисковые
  - Тип шин — пневматические, бескамерные, индекс грузоподъемности 152/148, индекс скорости J или K
  - Размер шин — 11.00 R20 (300 R508)
- Седельно-сцепное устройство — Jost
  - Высота седла — 1150